# Старі Терни
Старі́ Терни́ — селище Курахівської міської громади Покровського району Донецької області, Україна. У селі мешкає 8 людей.

## Загальні відомості
Відстань до райцентру становить близько 26 км і проходить автошляхом місцевого значення. Розташоване одразу за дамбою Курахівського водосховища.
Землі села межують із територією с. Сонцівка Покровського району та с. Шевченко Великоновосілківського району Донецької області.

## Населення
За даними перепису 2001 року населення селища становило 8 осіб, із них 37,5 % зазначили рідною мову українську та 62,5 % — російську.